# Одрі Лонґ
Одрі Лонґ (англ. Audrey Long, 14 квітня 1922 — 19 вересня 2014 р.) — американська акторка англійського походження, яка з'являлась в основному в малобюджетних фільмах 1940-х і початку 1950-х років.

## Раннє життя та освіта
Гвендолін Одрі народилася 14 квітня 1922 року в Орландо, штат Флорида. Її батько, Крістофер Стенлі Лонг, був єпископальний міністр, мати Елен Гвендолін Ерскін. Одрі деякий час жила у Гаваях, де її молодший брат Джон Лонг Стенлі народився. Здобула освіту в St. Margaret's School в місті Таппаханнок, Вірджинія, Los Gatos High School в Лос Гатос, штат Каліфорнія, і Disputanta High School, штат Вірджинія. Вона працювала моделлю, перш ніж стати актрисою.

## Кар'єра
У 1942 році, давно зробила її дебют на екрані у «The Male Animal», граючи студентку. У тому ж році вона з'явилася в «Янкі Дудл Денді» як адміністратор. В травні 1943 року, Лонг грала Дору Епплгейт у бродвейській п'єсі «Сини і Солдати».
У 1944 році вона з'явилася в фільмі «У сідлі» у ролі Клари Карделли. В 1945 році вона з'явилася в ще одному вестерні «Wanderer of the Wasteland», де зіграла Джині Колліншоу.
У 1947 році Лонг з'явилася в двох фільмах-нуар, «Відчайдушний» і «Народжений вбивати». Вона знялася в декількох малобюджетних фільмах з 1948 по 1951 рік. У 1952 році Лонг знялася в своєму останньому фільмі «Індійське повстання», де зіграла роль Норми Клемсон. В цьому році акторка покинула сцену.

## Особисте життя
В січні 1945 року Лонг одружується з Едуардом Рубіним. Шлюб закінчився розлученням в 1951 році. Лонг одружується з англійським письменником Леслі Чартерісом 26 квітня 1952 року в Каліфорнії.

## Смерть
Лонг померла 19 вересня 2014 року в Суррей, Англія. Після її смерті вона була кремована. Її прах був поміщений у великій урни, яка містить прах її покійного чоловіка Леслі Чартеріс. Напис на урні говорить: «Любов ніколи не вмирає».

## Фільмографія
- The Male Animal (1942) — студентка
- Янкі Дудл Денді (1942) — * Eagle Squadron (1942) — медсестра
- Pardon My Sarong (1942) — дівчина в автобусі з Томмі
- The Great Impersonation (1942) — Анна
- A Night of Adventure (1944) — Еріка Дрейк Летем
- У сідлі (1944) — Клара Кердел
- Pan—Americana (1945) — Джо Енн Бенсон
- Wanderer of the Wasteland (1945) — Джинні Коліншоу
- Втрачений вікенд (1945) — * A Game of Death (1945) — Еллен Троубрідж
- Perilous Holiday (1946) — Одрі Летем
- Born to Kill (1947) — * Desperate (1947) — місіс Енн Рендолл
- Adventures of Gallant Bess (1948) — Пенні Грей
- Song of My Heart (1948) — принцеса Амалія
- Perilous Waters (1948) — Джуді Гейд
- Stage Struck (1948) — Ненсі Говард
- Miraculous Journey (1948) — Мері
- Homicide for Three (1948) — Ірис Дулут aka Мона Кроуфорд
- Duke of Chicago (1949) — Джейн Каннінгем
- Air Hostess (1949) — Лорейн Картер
- Post Office Investigator (1949) — Клара Келсо
- Alias the Champ (1949) — Лорейн Коннорс
- Trial Without Jury (1950) — Міра Петерс
- David Harding, Counterspy (1950) — Бетті Айверсон
- The Petty Girl (1950) — місіс Конні Ментон Дезлоу
- Blue Blood (1951) — Сью Бученен
- Insurance Investigator (1951) — Ненсі Салліван
- Cavalry Scout (1951) — Клер Конвілл
- Sunny Side of the Street (1951) — Глорія Пеллі
- The Bigelow Theatre (1951; серіал)
- Indian Uprising (1952) — Норма Клемсон